# Pyrochlora majorcula
Pyrochlora majorcula är en fjärilsart som beskrevs av Dyar 1925. Pyrochlora majorcula ingår i släktet Pyrochlora och familjen mätare. Inga underarter finns listade.